# Friedrich-Ebert-Brücke (Mannheim)
Die Friedrich-Ebert-Brücke in Mannheim ist nach der Kurpfalzbrücke und der Jungbuschbrücke die dritte erbaute Neckarquerung. Sie führt die Friedrich-Ebert-Straße (B 38) am Klinikum Mannheim vorbei über den Neckar und mündet zwischen Theresienkrankenhaus und dem AOK-Verwaltungsgebäude in den Innenstadtbereich.

## Geschichte
Nach der Jahrhundertwende wuchs die Bevölkerung Mannheims rapide an. Die wachsende Besiedelung, vor allem in Bereichen der Stadtteile Oststadt und Neckarstadt führte zur Notwendigkeit einer weiteren Brücke für Straßenverkehr und Straßenbahn über den Neckar. Sie wurde zwischen 1925 und 1926 vom MAN Werk Gustavsburg errichtet und am 23. Dezember 1926 eingeweiht. Ihr Architekt war Adolf Abel. Insgesamt beliefen sich die Baukosten auf 4,2 Millionen Reichsmark. Während der Zeit des Nationalsozialismus wurde sie in Adolf-Hitler-Brücke umbenannt. Am 27. März 1945, kurz vor dem Einmarsch von US-Truppen in den Mannheimer Stadtteilen nördlich des Neckars, sprengte die Wehrmacht die Brücke. Bereits am 1. Mai 1945 errichteten die amerikanischen Truppen eine Behelfsbrücke. Sie wurde wieder Friedrich-Ebert-Brücke genannt, konnte schnell instand gesetzt und am 1. Mai 1946 wiedereröffnet werden. Wegen des stetig wachsenden Verkehrsaufkommens wurde 1963 unmittelbar neben dem ersten Teil auf der Ostseite eine zweite, gleichartige Brücke für den stadtauswärts führenden Verkehr errichtet. Äußerlich betrachtet scheint es sich um eine einzige Brücke zu handeln.

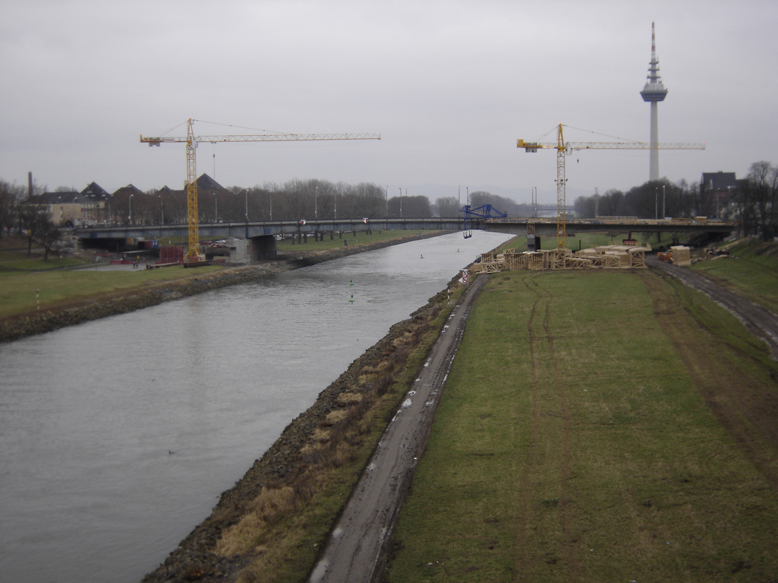
Friedrich-Ebert-Brücke: Beginn des Neubaus im Januar 2006

Im Jahr 2004 ergaben Bauwerksuntersuchungen, dass der stadteinwärts führende, alte Teil teilweise durchgerostet war und irreparable Schäden aufwies. Daher war es erforderlich, ein neues Brückenteil zu errichten. Um den Verkehr während der Bauzeit aufrechtzuerhalten, wurde das neue Brückenteil neben dem alten gebaut. Die Baumaßnahmen begannen Ende 2005. Bis zum Oktober 2006 war das 80 Jahre alte Brückenteil abgerissen, auf Schiffe verladen und abtransportiert. Zwischenzeitlich wurde der Verkehr stadteinwärts schon über die neue Brücke geleitet und die Stadtbahn einspurig geführt. Ab Montag, dem 6. November 2006, 20 Uhr, erfolgte in einem Zeitraum von wenigen Tagen die Verschiebung über teflonbeschichtete Stahlträger seitwärts an die Stelle des Vorgängerbauwerks. Im Dezember 2006 wurde auch dieser Brückenteil freigegeben.
Im Sommer 2014 erfolgte für 850.000 Euro eine Sanierung der stadtauswärtigen, östlichen Fahrspuren der nun 51 Jahre alten Friedrich-Ebert-Brücke. Dabei wurden auch Abdichtung und Übergangskonstruktion erneuert, um die Brücke für die weitere Nutzung zu ertüchtigen.

## Technische Daten
- Typ: Auslegerbrücke
- Länge: 180 Meter